# کنتا میاکه
کنتا میاکه (انگلیسی: Kenta Miyake; ۲۳ اوت ۱۹۷۷ – ) صداپیشه اهل ژاپن بود.